# Buzura leucocrossa
Buzura leucocrossa là một loài bướm đêm trong họ Geometridae.